# 塞伯维尔 (芒什省)
塞伯维尔（法語：Sébeville）是法国芒什省的一个市镇，属于谢尔布尔区（Cherbourg）圣梅尔埃格利斯县（Sainte-Mère-Église）。该市镇总面积2.88平方公里，2009年时的人口为35人。

## 人口
塞伯维尔人口变化图示